# Lista över svenska fanbärare vid olympiska spelen
Svenska fanbärare vid olympiska spelen. Att vara fanbärare för den svenska truppen vid inmarschen under OS-invigningen är ett hedersuppdrag som ofta tilldelats en tidigare medaljör, gärna en guldmedaljör.

## Sommarspelen
- Aten 1906: Bruno Söderström, friidrott
- London 1908: Erik Granfelt, gymnastik
- Stockholm 1912: Robert Olsson, friidrott
- Antwerpen 1920: Hans Granfelt, friidrott
- Paris 1924: Einar Rådberg, funktionär, brottning
- Amsterdam 1928: Bo Lindman, modern femkamp
- Los Angeles 1932: Bo Lindman, modern femkamp
- Berlin 1936: Bo Lindman, funktionär, modern femkamp
- London 1948: Per Carleson, fäktning
- Helsingfors 1952: Bo Eriksson, fäktning
- Melbourne 1956: Per Carleson, fäktning
  - Stockholm 1956 (ryttarspelen): Gustaf Adolf Boltenstern j:r.
- Rom 1960: William Grut, modern femkamp.
- Tokyo 1964: William Hamilton, ridsport.
- Mexiko 1968: Rolf Peterson, kanot.
- München 1972: Jan Jönsson, fälttävlan.
- Montréal 1976: Jan Karlsson, brottning.
- Moskva 1980: Stig Pettersson, friidrott.
- Los Angeles 1984: Hans Svensson, rodd.
- Seoul 1988: Agneta Andersson, kanot.
- Barcelona 1992: Stefan Edberg, tennis.
- Atlanta 1996: Jan-Ove Waldner, bordtennis.
- Sydney 2000: Anna Olsson, kanot
- Aten 2004: Lars Frölander, simning
- Peking 2008: Christian Olsson, friidrott.
- London 2012: Rolf-Göran Bengtsson, ridsport
- Rio de Janeiro 2016: Therese Alshammar, simning
- Tokyo 2020: Sara Algotsson Ostholt, fälttävlan och Max Salminen, segling.[1]
- Paris 2024: Peder Fredricson, ridsport och Josefin Olsson, segling

## Vinterspelen
- Chamonix 1924: Ruben Rundquist, lagledare ishockey
- S:t Moritz 1928: Viking Harbom, lagledare ishockey
- Lake Placid 1932: Sven Selånger, nordisk skidsport
- Garmisch‑Partenkirchen 1936: Sven Selånger, nordisk skidsport
- S:t Moritz 1948: Erik Lindström, skidor
- Oslo 1952: Erik Elmsäter, nordisk kombination
- Cortina d'Ampezzo 1956: Bror Östman, backhoppning
- Squaw Valley 1960: Einar Granath, ishockey
- Innsbruck 1964: Carl-Gustav "Calle" Briandt, funktionär skidor
- Grenoble 1968: Barbro Martinsson, längdskidåkning
- Sapporo 1972: Hasse Börjes, hastighetsåkning på skridskor
- Innsbruck 1976: Carl-Erik Eriksson, bobsleigh
- Lake Placid 1980: Eva Olsson, längdskidåkning
- Sarajevo 1984: Mats Waltin, ishockey
- Calgary 1988: Thomas Wassberg, längdskidåkning
- Albertville 1992: Tomas Gustafson, hastighetsåkning på skridskor
- Lillehammer 1994: Pernilla Wiberg, alpin skidåkning
- Nagano 1998: Torgny Mogren, längdskidåkning
- Salt Lake City 2002: Magdalena Forsberg, skidskytte
- Turin 2006: Anja Pärson, alpin skidåkning
- Vancouver 2010: Peter Forsberg, ishockey
- Sotji 2014: Anders Södergren, längdskidåkning[2]
- Pyeongchang 2018: Niklas Edin, curling
- Peking 2022: Oliwer Magnusson, freeski slopestyle, och Emma Nordin, ishockey[3]